# スニーカー大賞
スニーカー大賞（すにーかーたいしょう）は、KADOKAWAの社内ブランド・角川書店が主催するライトノベルを対象とした日本の公募新人文学賞である。

## 概要
第17回までは年1回開催で、数度選考を経て選考委員による最終選考を経て受賞が決まっていた。第18回より角川学園小説大賞が2011年を以て終了したことに伴い、年2回の募集（第1次締切り「春」・第2次締切り「秋」）となり、第1次締切りの最終選考到達作品と第2次締切りの最終選考到達作品とで年1回の選考委員の合議による最終選考会の審査を経ることとなったが、第24回より再び年1回開催となり、第25 - 26回は選考委員が非公開となった。そして第27回よりリニューアルされ再び年2回の募集となったが、第18 - 23回までとは異なり受賞が年1回となった。
大賞受賞者には賞金300万円（2020年現在）が授与され、コミカライズ確約となる。
結果発表は、角川スニーカー文庫の母体雑誌である『ザ・スニーカー』の誌上が常であったが、ザ・スニーカーが2011年2月28日発売の2011年4月号を以て休刊したため、インターネット上に発表媒体が移行した。なお、ザ・スニーカーが休刊しても角川スニーカー文庫、スニーカー大賞は継続する。大賞は該当作なしが大半で、2024年開催分までに30回中7回しか選ばれていない。

## 応募形態
当初は紙媒体での応募以外不可（感熱紙での応募も不可）であったが、フロッピーディスクやCD-Rといったデータでの投稿も受け付けるようになり、第22回ではその規定内であればWeb媒体などで発表済みの作品もどこで発表していたかを記載すれば可能となった。第23回からはWEBサイトへの投稿作に限らずWEB上でのデータ応募のみとなり、第24回からはカクヨムからの応募も可能となった。

## 選考委員
第25回（2019年）、第26回（2020年）はいずれも非公開、第27回（2021年）のみ肩書が「最終選考委員」となったが、第28回（2022年）から再度「選考委員」になった。
第1回（1996年）- 第4回（1999年）
天野喜孝・藤本ひとみ・水野良・角川歴彦
第5回（2000年）
天野喜孝・藤本ひとみ・水野良
第6回（2001年）- 第10回（2005年）
あかほりさとる・飯田譲治・藤本ひとみ・水野良
第11回（2006年）
冲方丁・安井健太郎・杉崎ゆきる・でじたろう・野崎岳彦
第12回（2007年）
冲方丁・安井健太郎・杉崎ゆきる・でじたろう・女井正浩
第13回（2008年）
冲方丁・安井健太郎・杉崎ゆきる・でじたろう・坂本浩一
第14回（2009年）- 第15回（2010年）
安井健太郎・岩井恭平・THORES柴本・竹田青滋・坂本浩一
第16回（2011年）
安井健太郎・岩井恭平・THORES柴本・竹田青滋
第17回（2012年）
岩井恭平・THORES柴本・竹田青滋・角川スニーカー文庫編集部
第18回・春（2012年）- 第23回・秋（2017年）
スニーカー文庫編集部
第24回（2018年）
水野良・谷川流・暁なつめ・角川スニーカー文庫編集部
第27回（2021年）
春日部タケル・長谷敏司・角川スニーカー文庫編集長
第28回（2021年）-
角川スニーカー文庫編集部

## 賞金
（2025年現在）
大賞 - 300万円
金賞 - 100万円
銀賞 - 50万円
特別賞 - 10万円
過去には大賞100 - 200万円だった時期もあった。

## 入賞作品一覧
斜字は未刊行。（）内は改題。後にシリーズ化された作品については、受賞作（第1巻）の刊行時サブタイトルは割愛している場合がある。また、最終選考中でデビューした作家については本表より割愛している。
第30回（2024年）は 全30回の歴史で初めて受賞作無しとなった。
| 回数              | 回数              | 賞               | タイトル （刊行時表題） | 著者 （刊行時筆名）         | 出典   |
| ----------------- | ----------------- | ---------------- | --- | --------------------------- | ------ |
| 第1回 （1996年）  | 第1回 （1996年）  | 金賞             | 鬼神草紙 メガロポリス異聞 （ゴッド・クライシス） | 七尾あきら                  | [ 3 ]  |
| 第1回 （1996年）  | 第1回 （1996年）  | 金賞             | 黒い季節 | 冲方丁                      | [ 3 ]  |
| 第1回 （1996年）  | 第1回 （1996年）  | 奨励賞           | 蒼き人竜 〜偽りの神〜 | 杉田純一                    | [ 3 ]  |
| 第2回 （1997年）  | 第2回 （1997年）  | 大賞             | ジェノサイド・エンジェル 叛逆の神々 | 吉田直                      | [ 4 ]  |
| 第2回 （1997年）  | 第2回 （1997年）  | 奨励賞           | 花の碑 | 友谷蒼                      | [ 4 ]  |
| 第3回 （1998年）  | 第3回 （1998年）  | 大賞             | 神々の黄昏 ラグナロク （ラグナロク 黒き獣） | 安井健太郎                  | [ 5 ]  |
| 第3回 （1998年）  | 第3回 （1998年）  | 金賞             | 常闇の彼 （DARKDAYS） | 橘恭介                      | [ 5 ]  |
| 第3回 （1998年）  | 第3回 （1998年）  | 奨励賞           | 二剣用心棒 | 九鬼蛍                      | [ 5 ]  |
| 第4回 （1999年）  | 第4回 （1999年）  | 優秀賞           | トリスメギトス 光の神遺物 | 浜崎達也                    | [ 6 ]  |
| 第4回 （1999年）  | 第4回 （1999年）  | 優秀賞           | ダンスインザウィンド （ダンスインザウィンド 翔竜伝説）                                                                                                  | 岩佐まもる                  | [ 6 ]  |
| 第4回 （1999年）  | 第4回 （1999年）  | 奨励賞 読者賞    | セレスティアル・フォース | 中川圭士                    | [ 6 ]  |
| 第5回 （2000年）  | 第5回 （2000年）  | 優秀賞           | 撃たれなきゃわからない （ゼロから始めよ 閃光のガンブレイヴ）                                                                                            | 椎葉周                      | [ 7 ]  |
| 第5回 （2000年）  | 第5回 （2000年）  | 奨励賞           | スズ! （格闘少女スズ） | 白石かおる                  | [ 7 ]  |
| 第5回 （2000年）  | 第5回 （2000年）  | 特別賞           | アース・リバース | 三雲岳斗                    | [ 7 ]  |
| 第6回 （2001年）  | 第6回 （2001年）  | 金賞             | アルカディア （戦略拠点32098 楽園） | 長谷敏司                    | [ 8 ]  |
| 第6回 （2001年）  | 第6回 （2001年）  | 優秀賞           | 明日の夜明け | 時無ゆたか                  | [ 8 ]  |
| 第6回 （2001年）  | 第6回 （2001年）  | 奨励賞           | 首無し騎士は月夜に嘲笑う （デモン・スイーパー 運命を刻まれしモノ）                                                                                      | 関口としわ （関口和敏）     | [ 8 ]  |
| 第7回 （2002年）  | 第7回 （2002年）  | 奨励賞           | 封魔組血風録 〈DON〉と呼ばれたくない男 | 須藤隆二                    | [ 9 ]  |
| 第7回 （2002年）  | 第7回 （2002年）  | 奨励賞           | されど咎人は竜と踊る （されど罪人は竜と踊る） | 浅井ラボ                    | [ 9 ]  |
| 第7回 （2002年）  | 第7回 （2002年）  | 奨励賞           | 魔術都市に吹く赤い風 （マテリアル・クライシス） | 仁木健                      | [ 9 ]  |
| 第8回 （2003年）  | 第8回 （2003年）  | 大賞             | 涼宮ハルヒの憂鬱 | 谷川流                      | [ 10 ] |
| 第9回 （2004年）  | 第9回 （2004年）  | 優秀賞           | Type Like Talking （タイピングハイ!） | 葉鳴圭 （長森浩平）         | [ 11 ] |
| 第9回 （2004年）  | 第9回 （2004年）  | 優秀賞           | タマラセ | 六塚光                      | [ 11 ] |
| 第9回 （2004年）  | 第9回 （2004年）  | 奨励賞           | 彼女の運命譚 （憐 Ren） | 水口敬文                    | [ 11 ] |
| 第10回 （2005年） | 第10回 （2005年） | 優秀賞           | Mind Parasite （レゾナンス） | 山原正義 （山原ユキ）       | [ 12 ] |
| 第10回 （2005年） | 第10回 （2005年） | 奨励賞           | 多重人格者世界ポリフォニア （多重心世界シンフォニックハーツ）                                                                                           | 永森悠哉                    | [ 12 ] |
| 第10回 （2005年） | 第10回 （2005年） | 奨励賞           | 君等の記号/私のジケン （マキゾエホリック） | 東木春 （東亮太）           | [ 12 ] |
| 第10回 （2005年） | 第10回 （2005年） | 奨励賞           | イチゴミルクキャンディーな、ひと夏の恋 （イチゴ色禁区）                                                                                                 | リン （神崎リン）           | [ 12 ] |
| 第11回 （2006年） | 第11回 （2006年） | 奨励賞           | 相克のファトゥム | 七瀬川夏吉                  | [ 13 ] |
| 第11回 （2006年） | 第11回 （2006年） | 奨励賞           | グランホッパーを倒せ! | いとうのぶき                | [ 13 ] |
| 第11回 （2006年） | 第11回 （2006年） | 奨励賞           | マリオネットラプソディー （繰り世界のエトランジェ） | 赤鴉黎 （赤月黎）           | [ 13 ] |
| 第11回 （2006年） | 第11回 （2006年） | 奨励賞           | 時載りリンネの冒険 -イクリージアスティアーズ- （時載りリンネ!）                                                                                         | 清野勝彦 （清野静）         | [ 13 ] |
| 第12回 （2007年） | 第12回 （2007年） | 優秀賞           | 黒猫の愛読書 | 藤本柊一 （藤本圭）         | [ 14 ] |
| 第12回 （2007年） | 第12回 （2007年） | 奨励賞           | 3H2A 論理魔術師は深夜の廊下で議論する （放課後の魔術師）                                                                                                | 土屋浅就 （土屋つかさ）     | [ 14 ] |
| 第13回 （2008年） | 第13回 （2008年） | 優秀賞           | 無限舞台のエキストラ -「流転骨牌（）」の傾向と対策- （ガジェット）                                                                                      | 九重一木                    | [ 15 ] |
| 第13回 （2008年） | 第13回 （2008年） | 奨励賞           | 十三歳の郵便法師 | 伏見ひろゆき                | [ 15 ] |
| 第14回 （2009年） | 第14回 （2009年） | 大賞             | SUGAR DARK -Digger&Keeper- （シュガーダーク 埋められた闇と少女）                                                                                        | 新井碩野 （新井円侍）       | [ 16 ] |
| 第14回 （2009年） | 第14回 （2009年） | 優秀賞           | ピーチガーデン （ピーチガーデン 1.キスキス・ローテーション）                                                                                            | ジロ爺ちゃん （青田八葉）   | [ 16 ] |
| 第14回 （2009年） | 第14回 （2009年） | 奨励賞           | A&A アンドロイド・アンド・エイリアン | 北川拓磨                    | [ 16 ] |
| 第14回 （2009年） | 第14回 （2009年） | 奨励賞           | EQUATION ―イクヴェイジョン― （ミリオン・クラウン） | 竜ノ湖太郎                  | [ 16 ] |
| 第14回 （2009年） | 第14回 （2009年） | 奨励賞           | お隣さんと世界破壊爆弾と | 近藤左弦                    | [ 16 ] |
| 第15回 （2010年） | 第15回 （2010年） | 大賞             | なるたま〜あるいは学園パズル （子ひつじは迷わない） | 玩具堂                      | [ 17 ] |
| 第15回 （2010年） | 第15回 （2010年） | 優秀賞           | 風景男のカンタータ （丘ルトロジック） | 秋野裕樹 （耳目口司）       | [ 17 ] |
| 第15回 （2010年） | 第15回 （2010年） | ザ・スニーカー賞 | バトルカーニバル・オブ・猿 （ヒマツリ ガール・ミーツ・火猿）                                                                                            | 春日部武 （春日部タケル）   | [ 17 ] |
| 第15回 （2010年） | 第15回 （2010年） | ザ・スニーカー賞 | GEAR BLUE -UNDER WATER WORLD- | 神田メトロ                  | [ 17 ] |
| 第16回 （2011年） | 第16回 （2011年） | 優秀賞           | 思春期サイコパス | 井上悠宇                    | [ 18 ] |
| 第16回 （2011年） | 第16回 （2011年） | 優秀賞           | 箱部 〜東高引きこもり同好会〜 | 小川博史                    | [ 18 ] |
| 第16回 （2011年） | 第16回 （2011年） | 優秀賞           | ポリティカル・スクール （恋は選挙と学園覇権！） | 足尾毛布 （秋山大事）       | [ 18 ] |
| 第16回 （2011年） | 第16回 （2011年） | ザ・スニーカー賞 | アル・グランデ・カーポ | 亜能退人                    | [ 18 ] |
| 第17回 （2012年） | 第17回 （2012年） | 優秀賞           | 彼女たちのメシがマズい100の理由 | 高野文具 （高野小鹿）       | [ 19 ] |
| 第17回 （2012年） | 第17回 （2012年） | 優秀賞           | 裏ギリ少女 | 榎本中 （川崎中）           | [ 19 ] |
| 第17回 （2012年） | 第17回 （2012年） | 特別賞           | 三次元への招待状 （僕の欲望（）は手に負えない） | 天音マサキ                  | [ 19 ] |
| 第18回 （2012年） | 春                | 特別賞           | エピデミックゲージ （インヴィジョン・ワールド） | 相川黒介                    | [ 20 ] |
| 第18回 （2012年） | 春                | 特別賞           | 世界の正しい壊し方 （終焉世界の天災姫（） | 三ノ神龍司                  | [ 20 ] |
| 第18回 （2012年） | 秋                | 優秀賞           | ソウルシンクロマシン （魔装学園H×H（） | 十蔵 （久慈マサムネ）       | [ 21 ] |
| 第18回 （2012年） | 秋                | 特別賞           | 押忍!! かたれ部 （俺と彼女の青春論争） | 喜多見かなた                | [ 21 ] |
| 第19回 （2013年） | 春                | 優秀賞           | 大魔王ジャマ子さんと全人類総勇者 | 岬かつみ                    | [ 22 ] |
| 第19回 （2013年） | 春                | 特別賞           | 君とリンゴの木の下で （異界の軍師の救国奇譚（） | 渡邉雅之 （語部マサユキ）   | [ 22 ] |
| 第19回 （2013年） | 春                | 特別賞           | 星降る夜は社畜を殴れ | 高橋祐一                    | [ 22 ] |
| 第19回 （2013年） | 秋                | 特別賞           | リア充×オタク×不良×中二病×痴女 〜犯人は誰だ!?〜 （名探偵×不良×リア充×痴女×決闘者 〜犯人は誰だ!?〜）                                                     | 天地優雅                    | [ 23 ] |
| 第19回 （2013年） | 秋                | 特別賞           | ナインレリック・リベリオン（受賞辞退） | 高槻燦人                    | [ 23 ] |
| 第20回 （2014年） | 春                | 特別賞           | あれは超高率のモチャ子だよ （あれは超高率のモチャ子だよ!）                                                                                              | 丹羽春信                    | [ 24 ] |
| 第20回 （2014年） | 春                | 特別賞           | Shall we ダンス部? （たま高社交ダンス部へようこそ） | 三萩せんや                  | [ 24 ] |
| 第20回 （2014年） | 秋                | 優秀賞           | うーちゃんの小箱 | 和見俊樹                    | [ 25 ] |
| 第20回 （2014年） | 秋                | 特別賞           | じっと見つめる君は駄天使 （じっと見つめる君は堕天使）                                                                                                   | にゃお                      | [ 25 ] |
| 第21回 （2015年） | 春                | 優秀賞           | 箒が踊る夜 （いつかの空、君との魔法） | 藤宮カズキ                  | [ 26 ] |
| 第21回 （2015年） | 秋                | 優秀賞           | まるで人だな、ルーシー | 零真似                      | [ 27 ] |
| 第21回 （2015年） | 秋                | 特別賞           | SADSガ好ムハ籠リ猫 （俺色に染めるぼっちエリートのしつけ方）                                                                                             | あまさきみりと              | [ 27 ] |
| 第21回 （2015年） | 秋                | 特別賞           | 悪魔調教師・瑠璃崎蒼音 （エス・エクソシスト） | 霜月セイ                    | [ 27 ] |
| 第22回 （2016年） | 春                | 優秀賞           | マイナスイオン・オレンジ （パンツあたためますか?） | 石山雄規                    | [ 28 ] |
| 第22回 （2016年） | 春                | 特別賞           | クラウは食べることにした | 藤井論理                    | [ 28 ] |
| 第22回 （2016年） | 春                | 特別賞           | Take the Curry train （死にたがりビバップ -Take The Curry Train !-）                                                                                    | うさぎやすぽん              | [ 28 ] |
| 第22回 （2016年） | 秋                | 特別賞           | 特殊性癖学級へようこそ | 中西鼎                      | [ 29 ] |
| 第23回 （2017年） | 春                | 優秀賞           | オーウェルによろしく （君と僕との世界再変（） | 音無白野                    | [ 30 ] |
| 第23回 （2017年） | 春                | 特別賞           | 神いちもんめ （異世界ゲーム神話大系 可愛い女神のお願いなのでユニークスキルで異世界を少しひねってくる）                                                  | 山志多こねこ （山志多寿）   | [ 30 ] |
| 第23回 （2017年） | 春                | 特別賞           | ググれんあい。 （顔が可愛ければそれで勝ちっ!! バカとメイドの勇者制度攻略法）                                                                            | 斎藤ニコ                    | [ 30 ] |
| 第23回 （2017年） | 春                | 特別賞           | 末次文音の未完成な現実 （スピリット・アームズ オブリビオン 君と剣聖少女の未完成な現実）                                                                 | 本山葵                      | [ 30 ] |
| 第23回 （2017年） | 春                | 特別賞           | 煉獄のパルプ○テ （魔王討伐すら出来る俺、異世界最強の賭博師になる）                                                                                      | セツナセイ                  | [ 30 ] |
| 第23回 （2017年） | 秋                | 優秀賞           | 幼馴染を絶対許さない 俺のシキガミ増員計画 （シキガミ×クエスト 異世界のモンスターを式神にして強くなる）                                                  | 雪村だるま （ヒツキノドカ） | [ 31 ] |
| 第23回 （2017年） | 秋                | 優秀賞           | モノクロボーイと月嫌いの少女 （1/2―デュアル― 死にすら値しない紅）                                                                                       | 森バジル                    | [ 31 ] |
| 第23回 （2017年） | 秋                | 特別賞           | 魅力999⇔魔法999 （【魔法999】の勇者候補生、魔王契約で【魅力999】を手に入れる）                                                                          | 西光太郎 （西都徹也）       | [ 31 ] |
| 第24回 （2018年） | 第24回 （2018年） | 金賞             | 彼が今日も貧乏ならば （所持金ゼロの彼が資産家令嬢から求められるようになった理由）                                                                       | 五木友人                    | [ 32 ] |
| 第24回 （2018年） | 第24回 （2018年） | 金賞             | 葡萄主の器 （葡萄大陸物語 野良猫姫と言葉渡しの王） | 風見鶏 （一ツ屋赤彦）       | [ 32 ] |
| 第24回 （2018年） | 第24回 （2018年） | 編集部大賞       | 異世界転生アンチテーゼ （異世界転生アンチテーゼ 転生魔王はチート転生者をチートで殺します）                                                              | 小路燦                      | [ 32 ] |
| 第24回 （2018年） | 第24回 （2018年） | 特別賞           | スターチルドレン〜秩序のない現代にキックアンドラッシュ〜 （上流学園の暗躍執事 お嬢様を邪魔するやつは影から倒してカースト制覇）                          | 桜目禅斗                    | [ 32 ] |
| 第24回 （2018年） | 第24回 （2018年） | 特別賞           | 悪感情犯罪特別対策室《バーサスフォース》〜正義のヒーローは性格が悪いものです〜 （女神に呼ばれた現代最強、闇堕ち勇者を倒しに異世界へ）                   | 西村京                      | [ 32 ] |
| 第25回 （2019年） | 第25回 （2019年） | 特別賞           | 硝子の傭兵と空の騎士団 （型破り傭兵の天空遺跡攻略） | 三上こた                    | [ 33 ] |
| 第25回 （2019年） | 第25回 （2019年） | 特別賞           | 君が好きな私が好き！〜陰キャとナルシストの青春ロールプレイ〜 （とってもカワイイ私と付き合ってよ！）                                                     | 三上こた                    | [ 33 ] |
| 第26回 （2020年） | 第26回 （2020年） | 優秀賞           | 宅録ぼっちのおれがあの天才美少女のゴーストライターになるなんて。＜リマスター版＞ （宅録ぼっちのおれが、あの天才美少女のゴーストライターになるなんて。） | 石田灯葉                    | [ 34 ] |
| 第26回 （2020年） | 第26回 （2020年） | 優秀賞           | 私たちのアングラな日常 （女子高生の放課後アングラーライフ）                                                                                             | 井上かえる                  | [ 34 ] |
| 第27回 （2021年） | 第27回 （2021年） | 大賞             | 異端少女は異世界にて （我が焔炎にひれ伏せ世界） | すめらぎひよこ              | [ 35 ] |
| 第27回 （2021年） | 第27回 （2021年） | 金賞             | 腕ヲ失クシタ璃々栖（） 〜明治悪魔祓ヒ師異譚〜 （腕を失くした璃々栖（） 〜明治悪魔祓師異譚〜）                                                           | SUB （明治サブ）            | [ 35 ] |
| 第27回 （2021年） | 第27回 （2021年） | 銀賞             | 僕らは『読み』を間違える | 水鏡月聖                    | [ 35 ] |
| 第27回 （2021年） | 第27回 （2021年） | 銀賞             | メンヘラ少女の通い妻契約 （メンヘラが愛妻エプロンに着替えたら）                                                                                         | 花宮拓夜                    | [ 35 ] |
| 第27回 （2021年） | 第27回 （2021年） | 特別賞           | 殺し屋兼高校生、中二病少女に勘違い! （隣の席の中二病が、俺のことを『闇を生きる者よ』と呼んでくる）                                                      | 海山蒼介                    | [ 35 ] |
| 第28回 （2022年） | 第28回 （2022年） | 大賞             | 人類すべて俺の敵 | 青葉竜胆 （凪）             | [ 36 ] |
| 第28回 （2022年） | 第28回 （2022年） | 金賞             | 性悪天才幼馴染との勝負に負けて初体験を全部奪われる話 | ぽめぞーん （犬甘あんず）   | [ 36 ] |
| 第29回 （2023年） | 第29回 （2023年） | 銀賞             | 女装の麗人はかく生きたり | ショーン田中                | [ 37 ] |
| 第29回 （2023年） | 第29回 （2023年） | 特別賞           | 僕はライトノベルの主人公 | 寺場糸                      | [ 37 ] |